# (35764) 1999 HP7
1999 HP7 (asteroide 35764) é um asteroide da cintura principal. Possui uma excentricidade de 0.06808000 e uma inclinação de 0.84236º.
Este asteroide foi descoberto no dia 19 de abril de 1999 por Spacewatch em Kitt Peak.